# Iris van Herpen

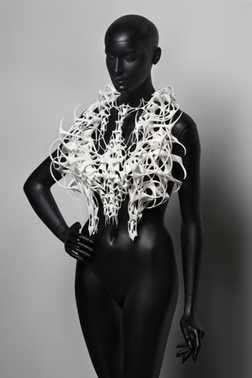
Collaret imprès en 3D de van Herpen, 2011.

Iris van Herpen (nascuda a Wamel, Gelderland, el 5 de juny de 1984) és una dissenyadora de moda holandesa coneguda per fusionar la tecnologia amb l'artesania tradicional de l'alta costura. Van Herpen va obrir el seu propi segell, Iris van Herpen, el 2007. El 2011, la dissenyadora holandesa es va convertir en membre convidada de la Chambre Syndicale de la Haute Couture de París, part de la Fédération française de la couture. Des de llavors, Van Herpen ha exposat contínuament les seves noves col·leccions a la Setmana de la Moda de París. L'obra de Van Herpen ha estat inclosa al Metropolitan Museum of Art, al Victoria & Albert Museum, al Cooper-Hewitt Museum de Nova York i al Palais de Tokyo de París.

## Carrera
Iris van Herpen es va graduar a la ArtEZ University of the Arts d'Arnhem el 2006. Va fer pràctiques a Alexander McQueen, a Londres, i Claudy Jongstra, a Amsterdam, abans de llançar la seva pròpia marca el 2007. La dissenyadora holandesa va estrenar la seva primera col·lecció d'alta costura 'Chemical Crows', a la Setmana de la Moda d'Amsterdam al 2007.
Van Herpen va ser de les primeres dissenyadores a adoptar la impressió 3D com a tècnica de construcció de peces de vestir.
Des del 2009, l'estrella del pop Lady Gaga ha portat els dissenys d'Iris van Herpen en diverses ocasions. El 2012, Lady Gaga va portar un vestit personalitzat de Couture negre brillant per al llançament del seu perfum Fame. La forma de l'ampolla de perfum va servir com a inspiració del vestit, que Van Herpen va construir a partir de tires d'acrílic negre tallades amb làser. Van Herpen també ha fet ús de silicones, llimadures de ferro i resines.
El novembre de 2023, Iris van Herpen exposà la seva obra al Musée des Arts Decoratifs de París en una mostra titulada Scuplting The Senses.

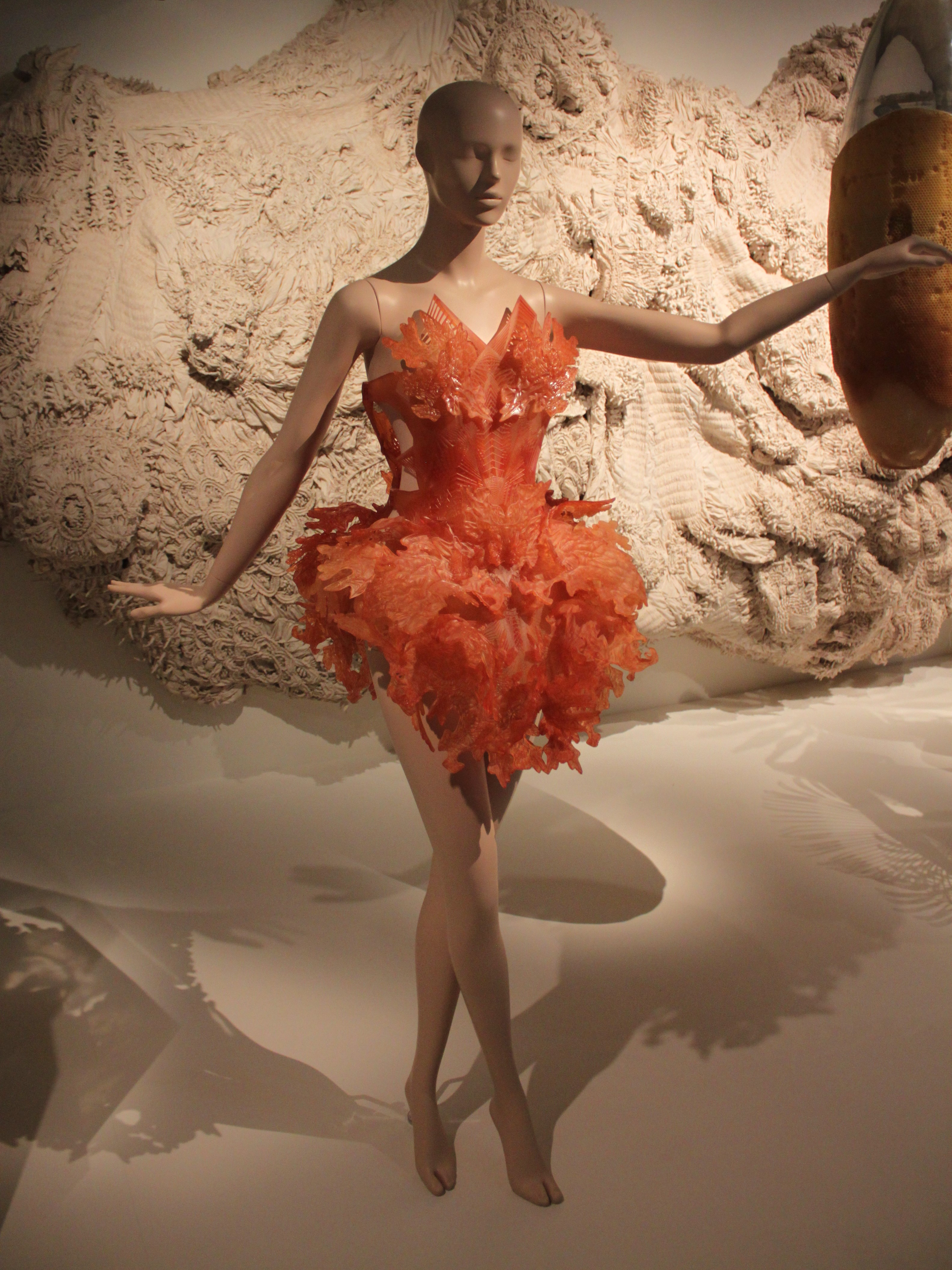
Exposició d'Iris van Herpen a París, 2023-2024

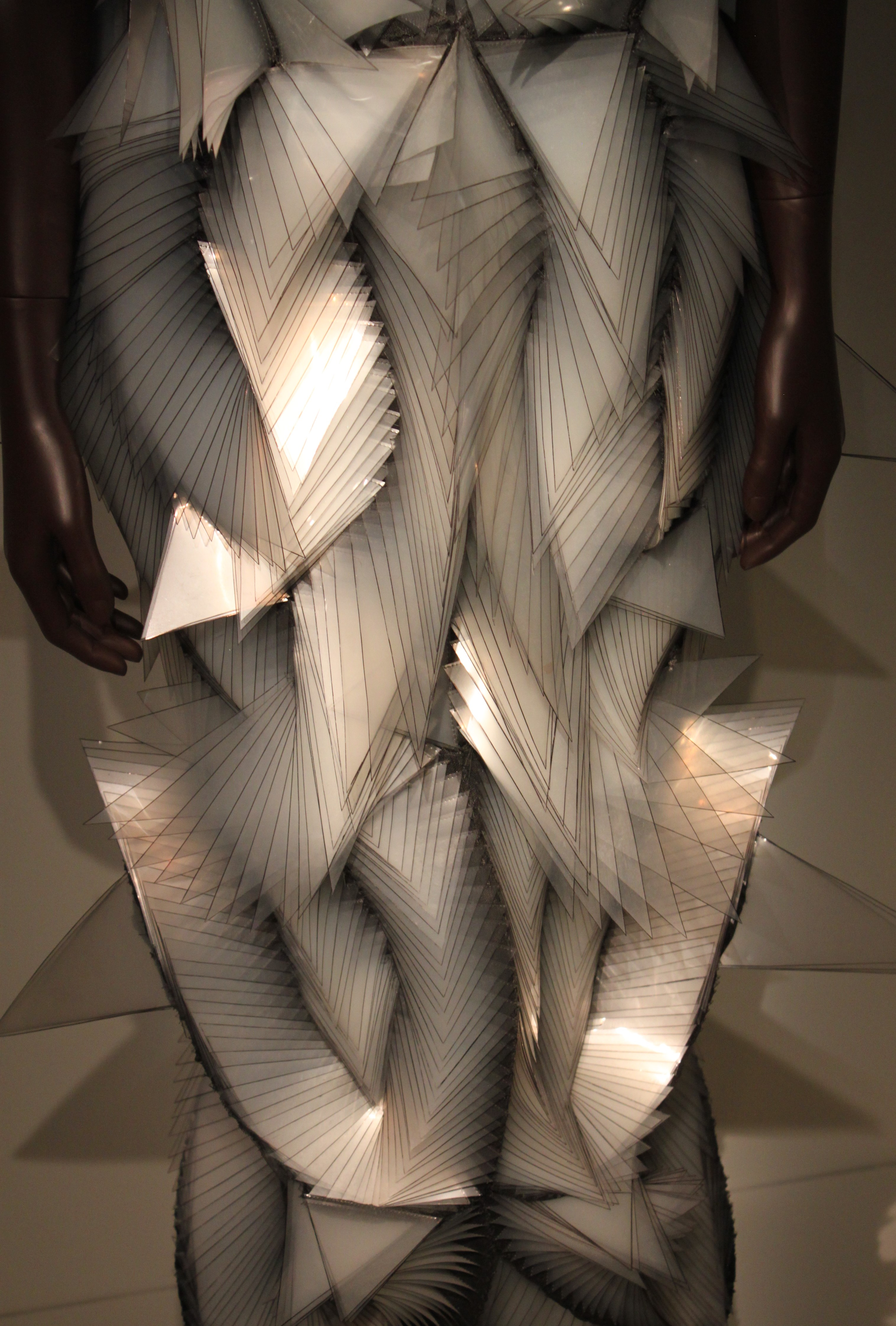
Exposició d'Iris van Herpen a París, 2023-2024

## Futur en el disseny de moda
Iris van Herpen porta la moda al futur. Combinant l'artesania amb la tecnologia digital, crea una manera completament nova d'experimentar la roba. El més destacat és que la dissenyadora holandesa va ser una de les primeres a presentar vestits estampats en 3D en formes estàtiques i flexibles a la passarel·la, en col·laboració amb l'empresa belga Materialise. Des de llavors, la seva evolució ha continuat.
La dissenyadora considera la moda com un llenguatge interdisciplinari, en què entren en joc ingredients de diverses disciplines, com l'art, la química, la dansa, l'arquitectura, la biologia, la tecnologia... La seva col·lecció Voltage va explorar la interacció entre la roba i l'electricitat. Va utilitzar la tecnologia de microscopi electrònic d'escaneig per a la seva col·lecció Micro. I és coneguda no només per utilitzar materials únics, sinó també per crear els seus.

## Col·laboracions
A causa de l'enfocament multidisciplinari de Van Herpen en la creació, ha col·laborat amb diversos artistes com Jolan van der Wiel i Neri Oxman i arquitectes com Philip Beesley i Benthem i Crouwel Architects. L'interès de la dissenyadora per la ciència i la tecnologia ha portat converses i col·laboracions amb el CERN (L'Organització Europea per a la Recerca Nuclear) i l'Institut Tecnològic de Massachusetts.
Molts cantants, actrius i models han portat els seus dissenysː Björk,Fan Bingbing, Cate Blanchett o Indya Moore, Naomi Campbell, Eva Green, Soo Joo Park, Benjamin Millepied, Sasha Waltz, Nick Knight. I també la reina Màxima dels Països Baixos, entre d'altres socialités.

## Premis i reconeixements
- Premi ANDAM Grand Prix (2014)[27]
- Premi STARTS, atorgat per la Comissió Europea (2016)[28]
- Premi Johannes Vermeer, premi estatal holandès de les arts (2017)[29]

## Galeria

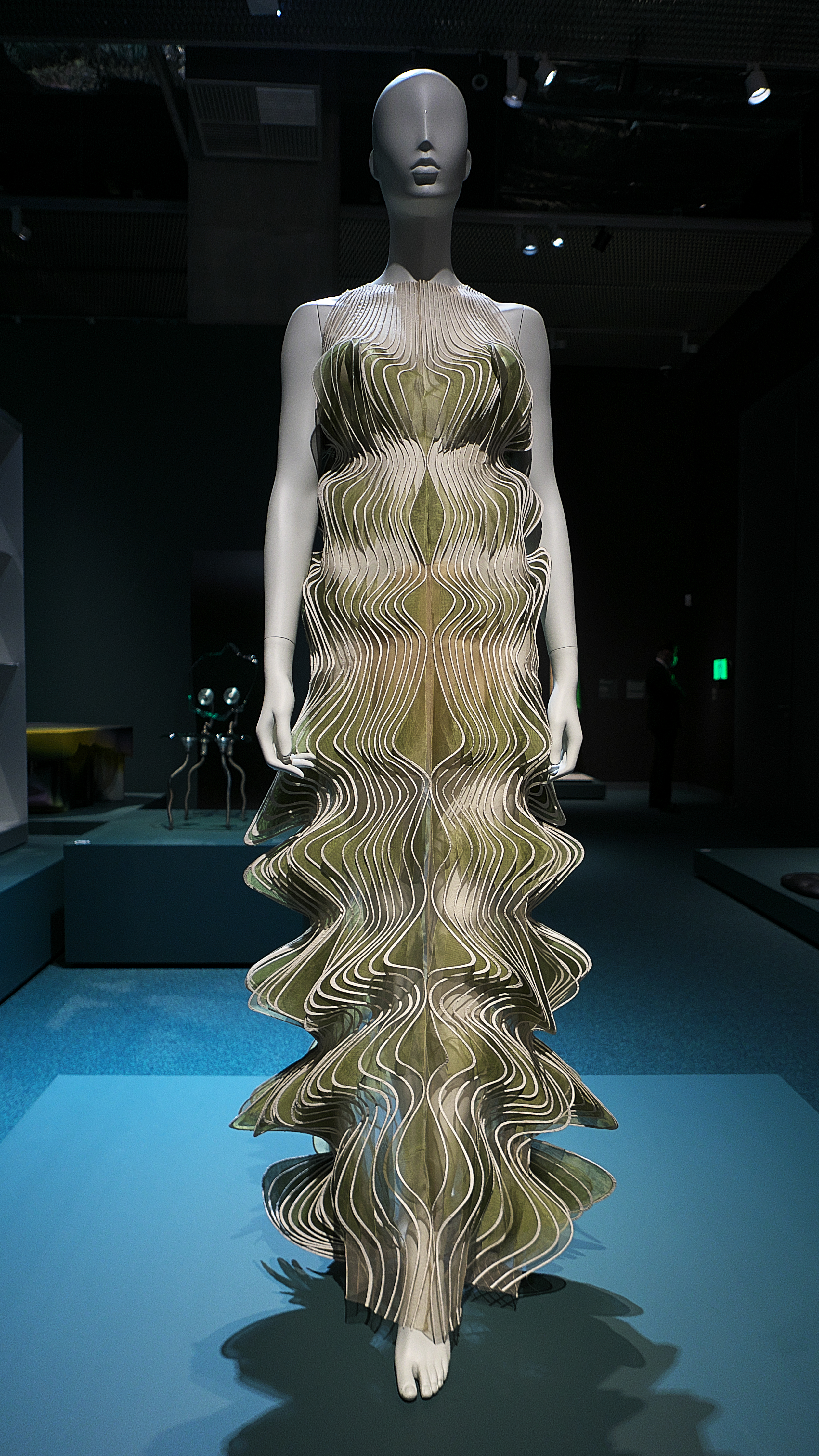
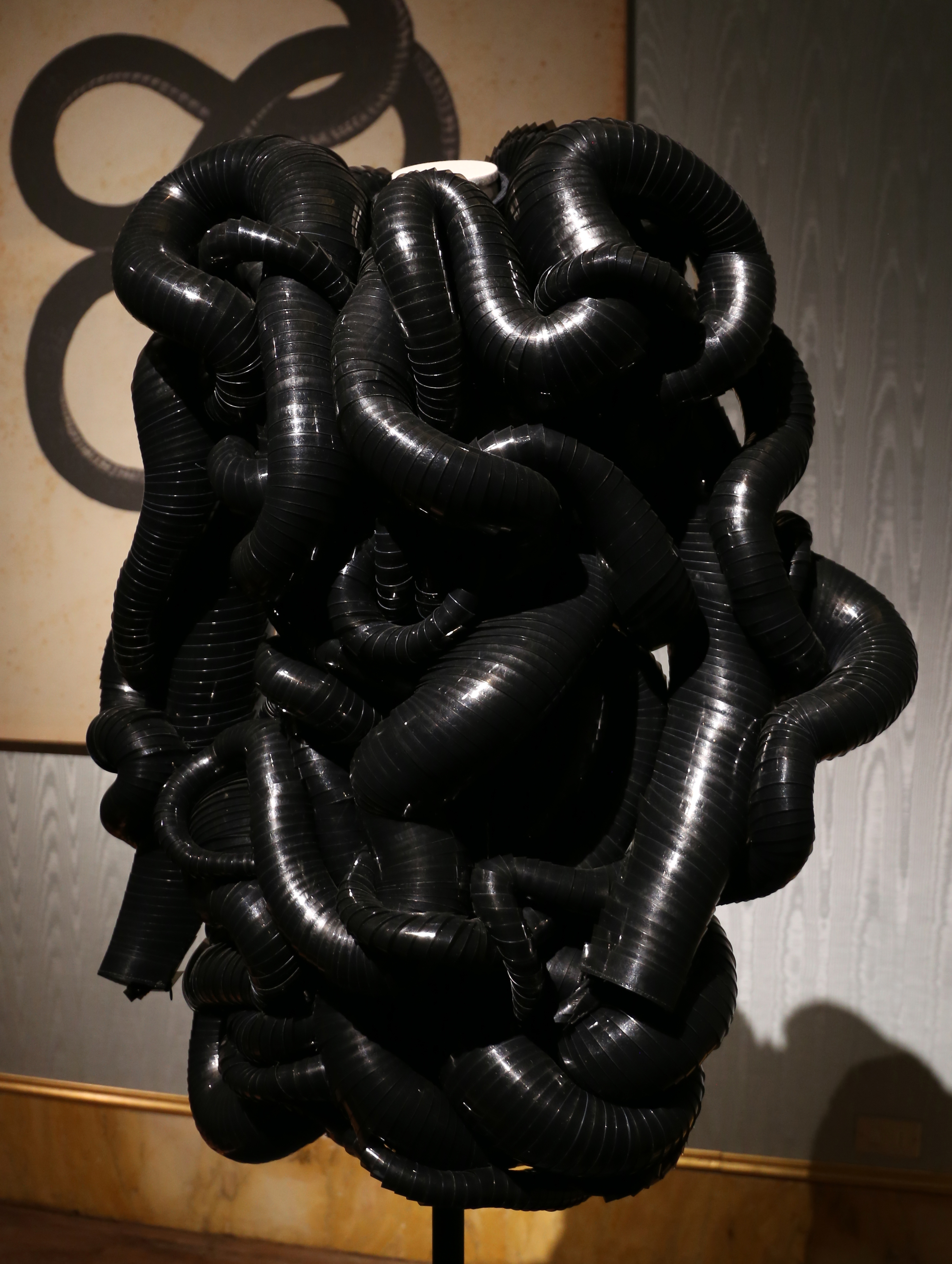
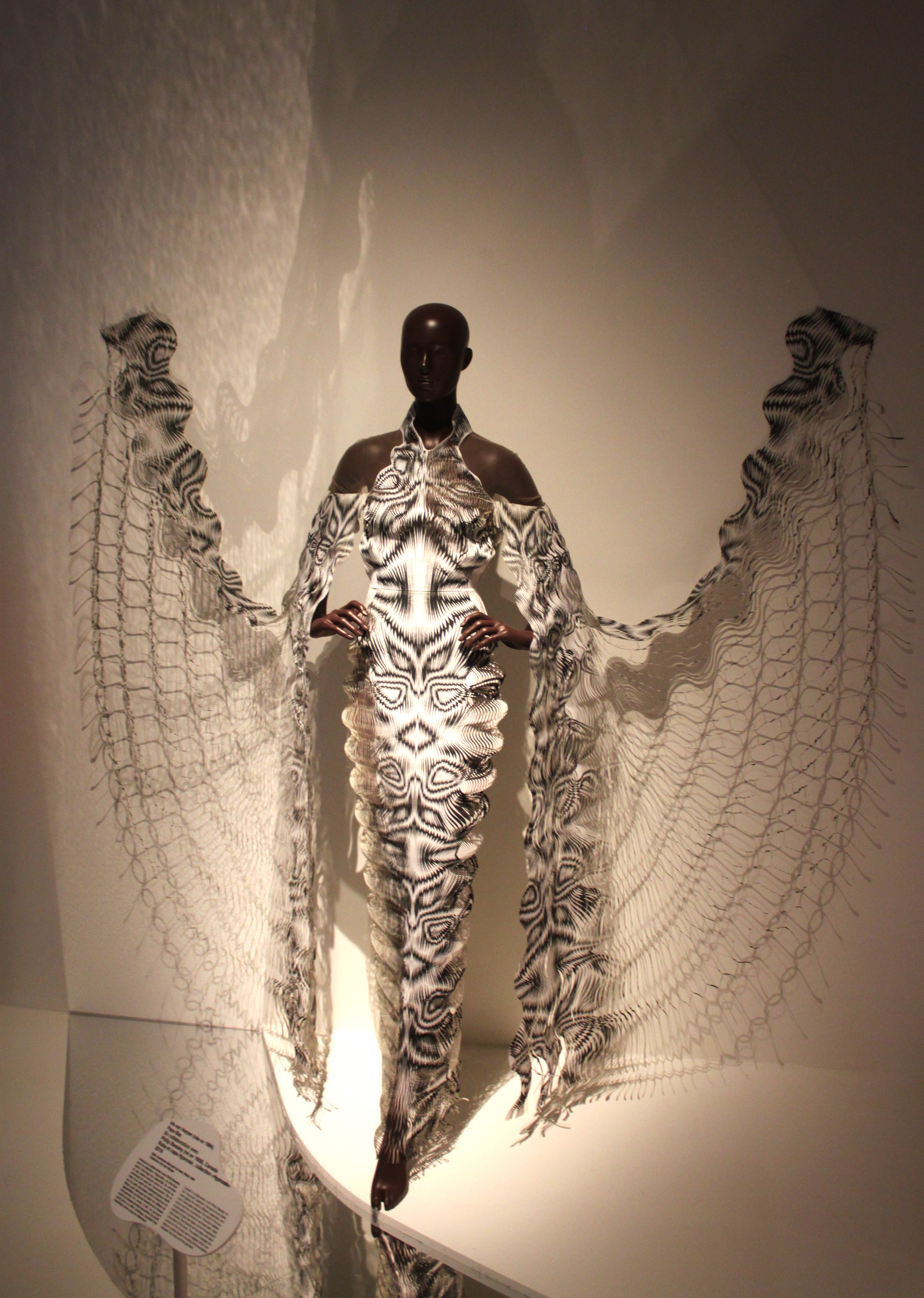
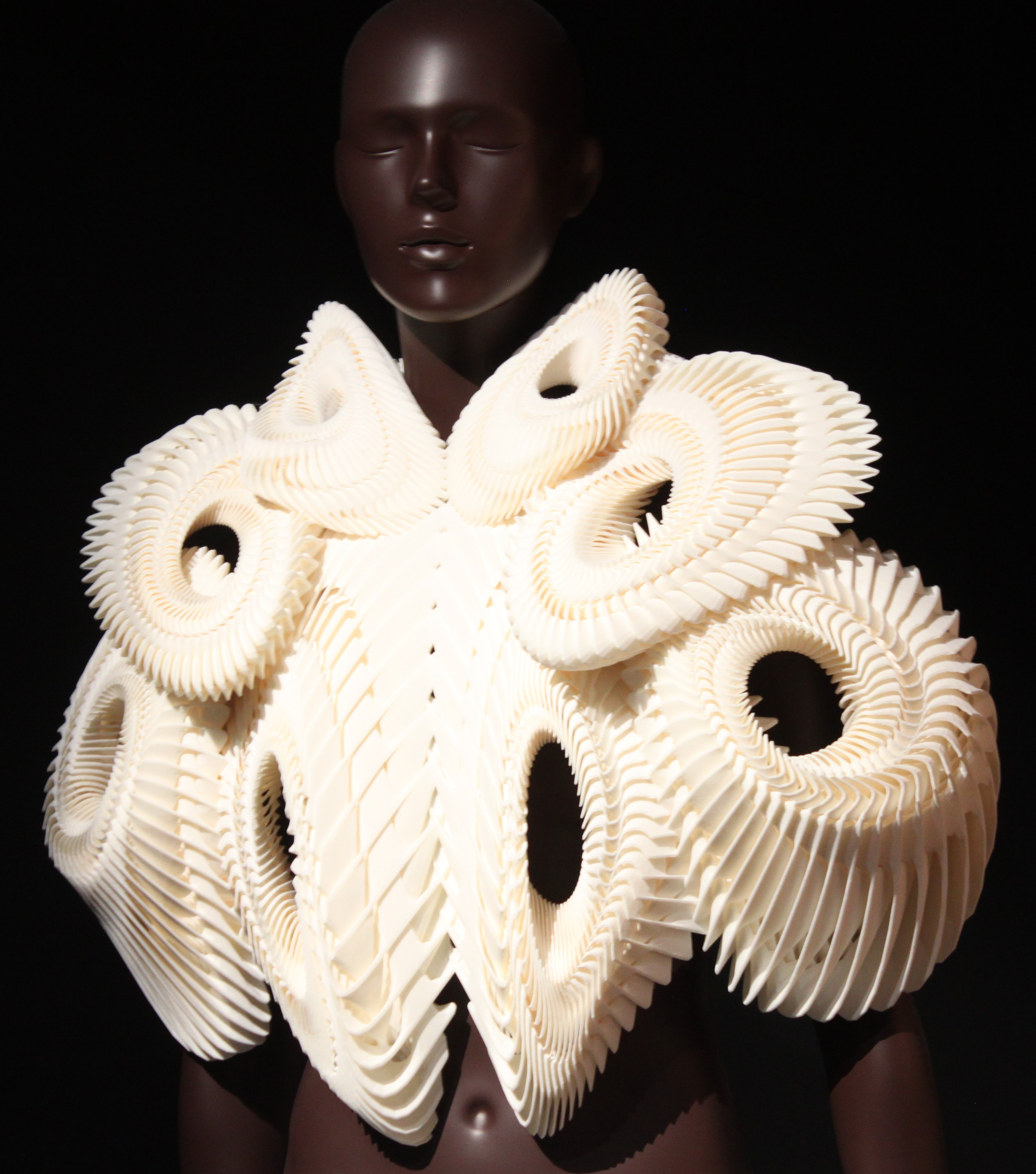
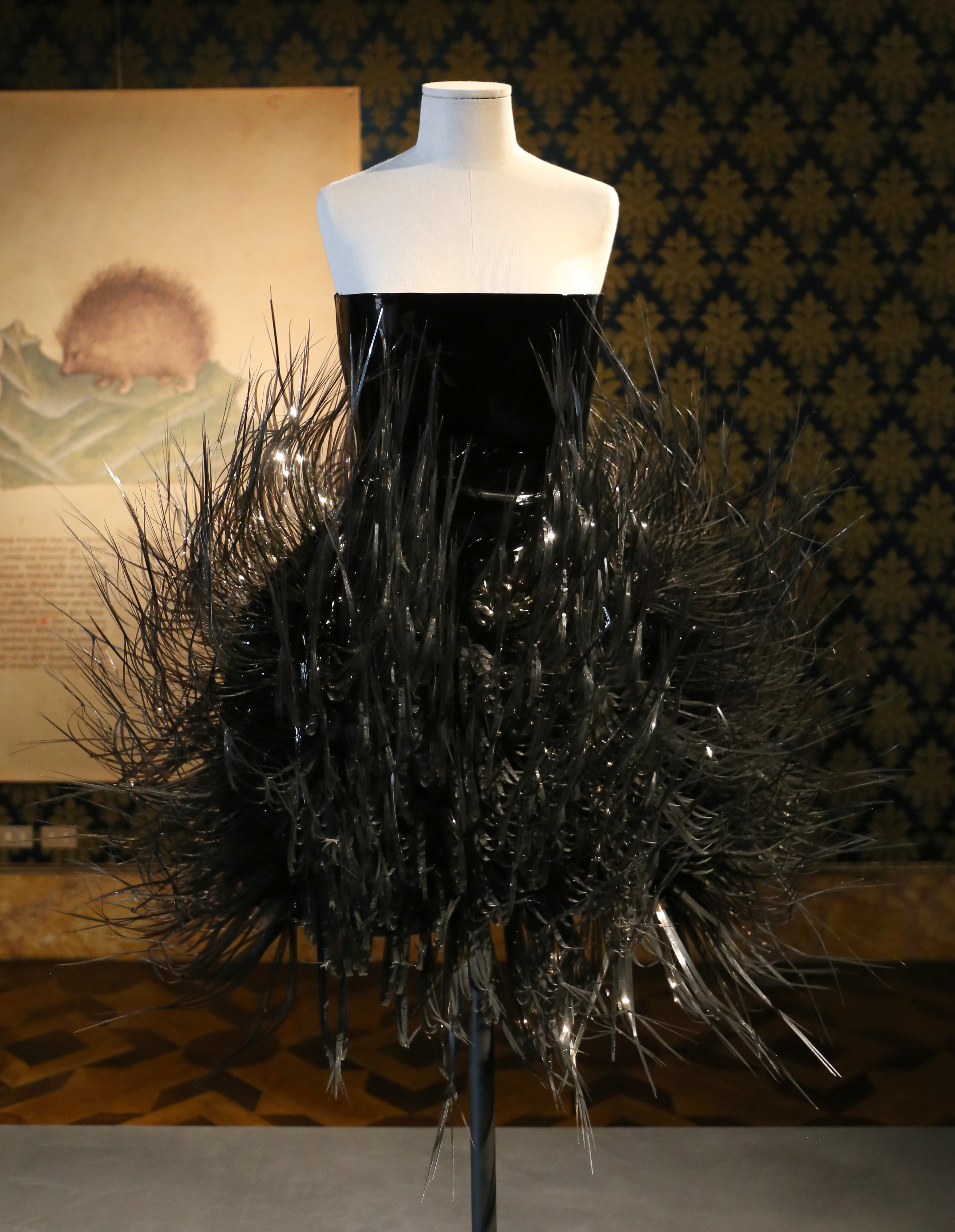
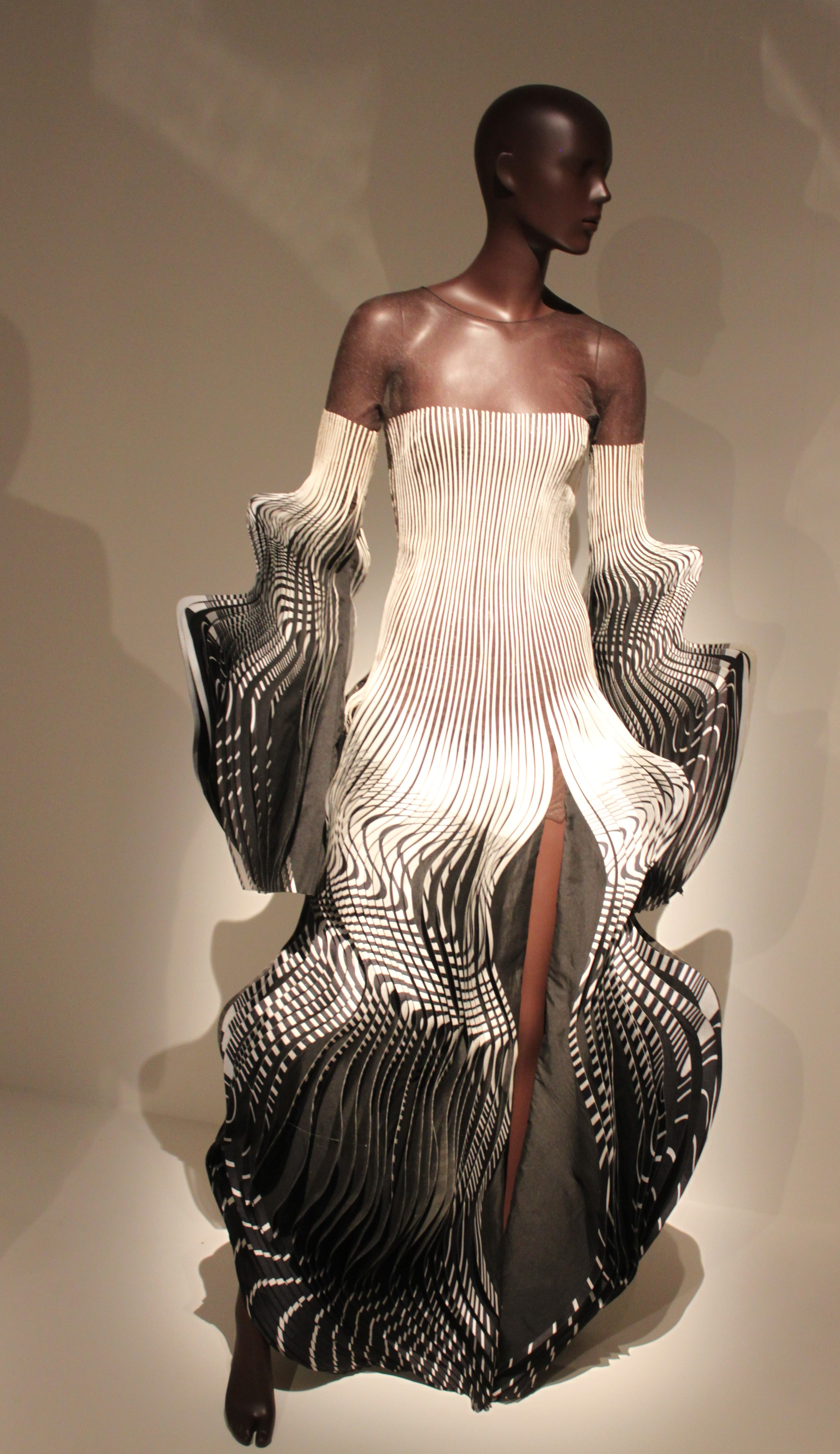